# Martina Meuth

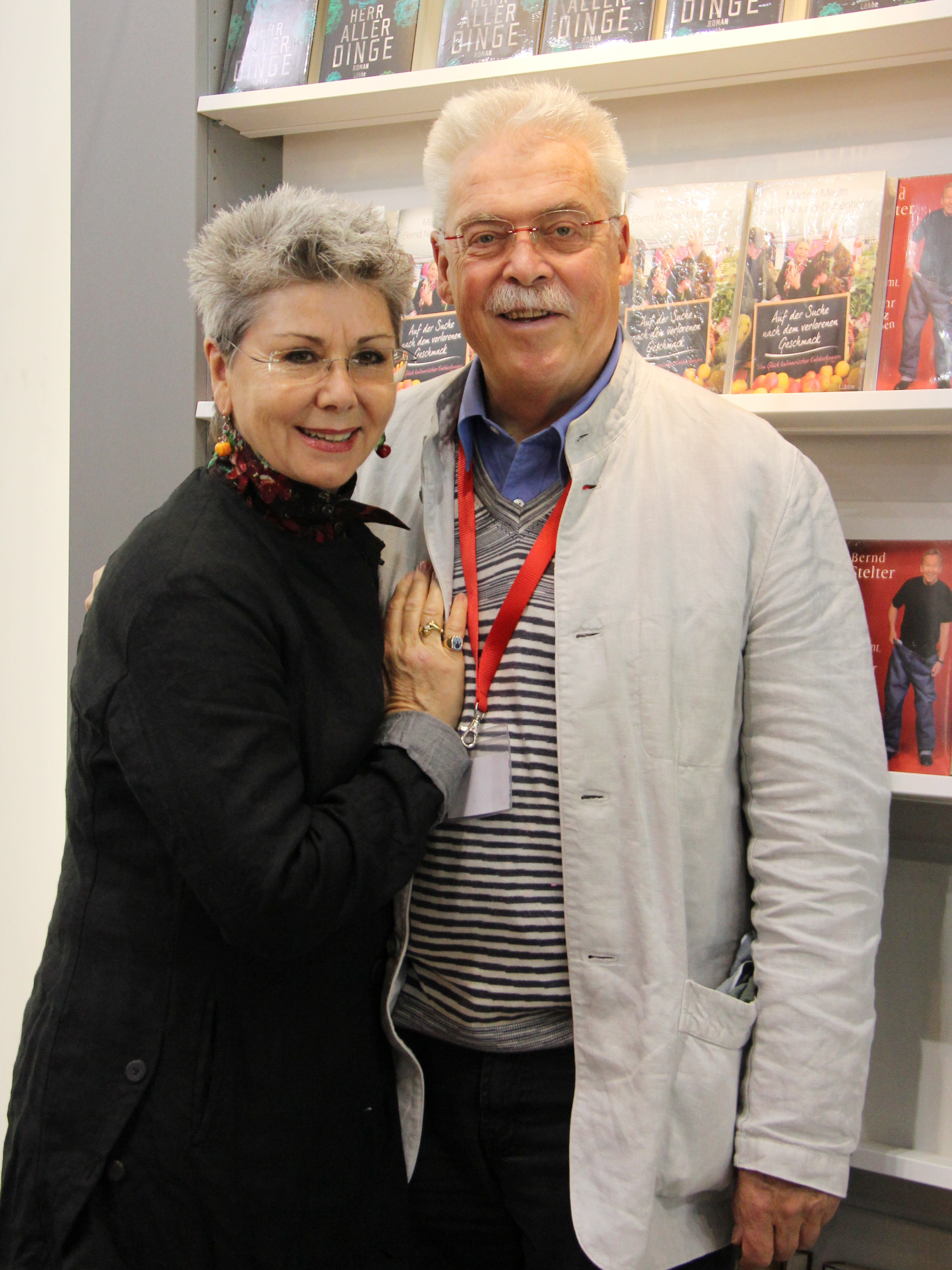
Martina Meuth und Bernd Neuner-Duttenhofer (2011)

Martina Meuth (* 29. Dezember 1948 in Stuttgart) ist eine deutsche Autorin, Journalistin und Fernsehmoderatorin der Sendung Kochen mit Martina und Moritz des WDR Fernsehens.

## Privatleben
Seit 1983 ist sie mit Bernd Neuner-Duttenhofer verheiratet, der ebenfalls Autor und Fernsehmoderator ist. Die beiden leben seit 1985 auf einem Apfelgut im Nordschwarzwald, das Meuths Mann von seinen Eltern übernommen hat. Meuth ist Mitglied im Food Editors Club Deutschland e.V. (Arbeitskreis Kulinarischer Fachjournalisten) und bei Slowfood.

## Karriere
Nach der Ausbildung an der Münchener Journalistenschule arbeitete Meuth bei den Zeitschriften Eltern und Freundin, erst im Text- und später im Kochressort. Von 1980 bis 1985 war sie Leiterin des Kochressorts von Freundin. Seit 1985 arbeitet sie selbständig zusammen mit ihrem Mann, die beiden geben Reisereportagen und Kochbücher heraus. Von 1988 bis 2021 moderierten sie gemeinsam Kochen mit Martina und Moritz, die zuletzt dienstälteste Kochsendung im deutschen Fernsehen.

## Werke
- mit Bernd Neuner-Duttenhofer: Toskana. Küche, Land und Leute. (= Kulinarische Landschaften). Droemer-Knaur, München 1987, ISBN 3-426-26264-9.
- mit Bernd Neuner-Duttenhofer: Baden. Küche, Land und Leute. (= Kulinarische Landschaften). Droemer-Knaur, München 1988, ISBN 3-426-26300-9.
- mit Bernd Neuner-Duttenhofer: Schweiz. Küche, Land und Leute. (= Kulinarische Landschaften). Droemer-Knaur, München 1989, ISBN 978-3-426-26386-0.
- mit Bernd Neuner-Duttenhofer: Provence. Küche, Land und Leute. (= Kulinarische Landschaften). Droemer-Knaur, München 1990, ISBN 3-426-26453-6.
- mit Bernd Neuner-Duttenhofer: Venetien und Friaul. Küche, Land und Leute. (= Kulinarische Landschaften). Droemer-Knaur, München 1991, ISBN 978-3-426-26503-1.
- mit Bernd Neuner-Duttenhofer: Bayern. Küche, Land und Leute. (= Kulinarische Landschaften). Droemer-Knaur, München 1993, ISBN 3-426-26595-8.
- mit Bernd Neuner-Duttenhofer: Österreich. Droemer-Knaur, München 1998, ISBN 3-426-26964-3.
- mit Bernd Neuner-Duttenhofer: Mallorca.  (= Reiseziele für Lebenskünstler). Karl Blessing Verlag, München 1998, ISBN 3-89667-045-X.
- mit Bernd Neuner-Duttenhofer: Sizilien. (= Reiseziele für Lebenskünstler). Karl Blessing Verlag, München 1999, ISBN 3-89667-046-8.
- mit Bernd Neuner-Duttenhofer: Berlin. (= Reiseziele für Lebenskünstler). Karl Blessing Verlag, München 2000, ISBN 3-89667-139-1.
- mit Bernd Neuner-Duttenhofer: Thailand. Küche, Land und Leute. (= Kulinarische Landschaften). Droemer-Knaur, München 2003, ISBN 3-426-66861-0.
- mit Bernd Neuner-Duttenhofer: Der Große Meuth-Neuner-Duttenhofer. Die 900 besten internationalen Rezepte aus unserer Kochwerkstatt. Collection Rolf Heyne, München 2004, ISBN 3-89910-230-4.
- mit Bernd Neuner-Duttenhofer: Südtirol. (= Kulinarische Landschaften). Collection Rolf Heyne, München 2005, ISBN 3-89910-247-9.
- mit Bernd Neuner-Duttenhofer: Adria. Von Brindisi bis Dubrovnik. (= Kulinarische Landschaften). Collection Rolf Heyne, München 2007, ISBN 978-3-89910-287-1.
- mit Bernd Neuner-Duttenhofer: Kochen mit Martina & Moritz. Das Beste aus 30 Jahren. Weltbild, Augsburg 2019, ISBN 978-3-8289-2921-0.
- mit Bernd Neuner-Duttenhofer: Kochen mit Martina & Moritz. Das Beste aus 30 Jahren. Weltbild, Augsburg 2019, ISBN 978-3-8289-2921-0.
- mit Bernd Neuner-Duttenhofer: Ein Tag ohne Kartoffelsalat ist kulinarisch betrachtet ein verlorener Tag. Unsere 100 liebsten Kartoffelsalatvariationen. Becker Joest Volk Verlag, Hilden 2020, ISBN 978-3-95453-187-5.
- mit Bernd Neuner-Duttenhofer: Apfelmania. Unwiderstehliche große und kleine Gerichte mit Äpfeln von herzhaft bis süß. Becker Joest Volk Verlag, Hilden 2022, ISBN 978-3-95453-271-1.
- mit Bernd Neuner-Duttenhofer: Hungrig auf den Schwarzwald. Merian, München 2022, ISBN 978-3-8342-3337-0.
- mit Bernd Neuner-Duttenhofer: So kochen wir am liebsten. Neue Rezepte für jeden Tag Becker Joest Volk Verlag, Hilden 2023, ISBN 978-3-95453-295-7.